# Rhume

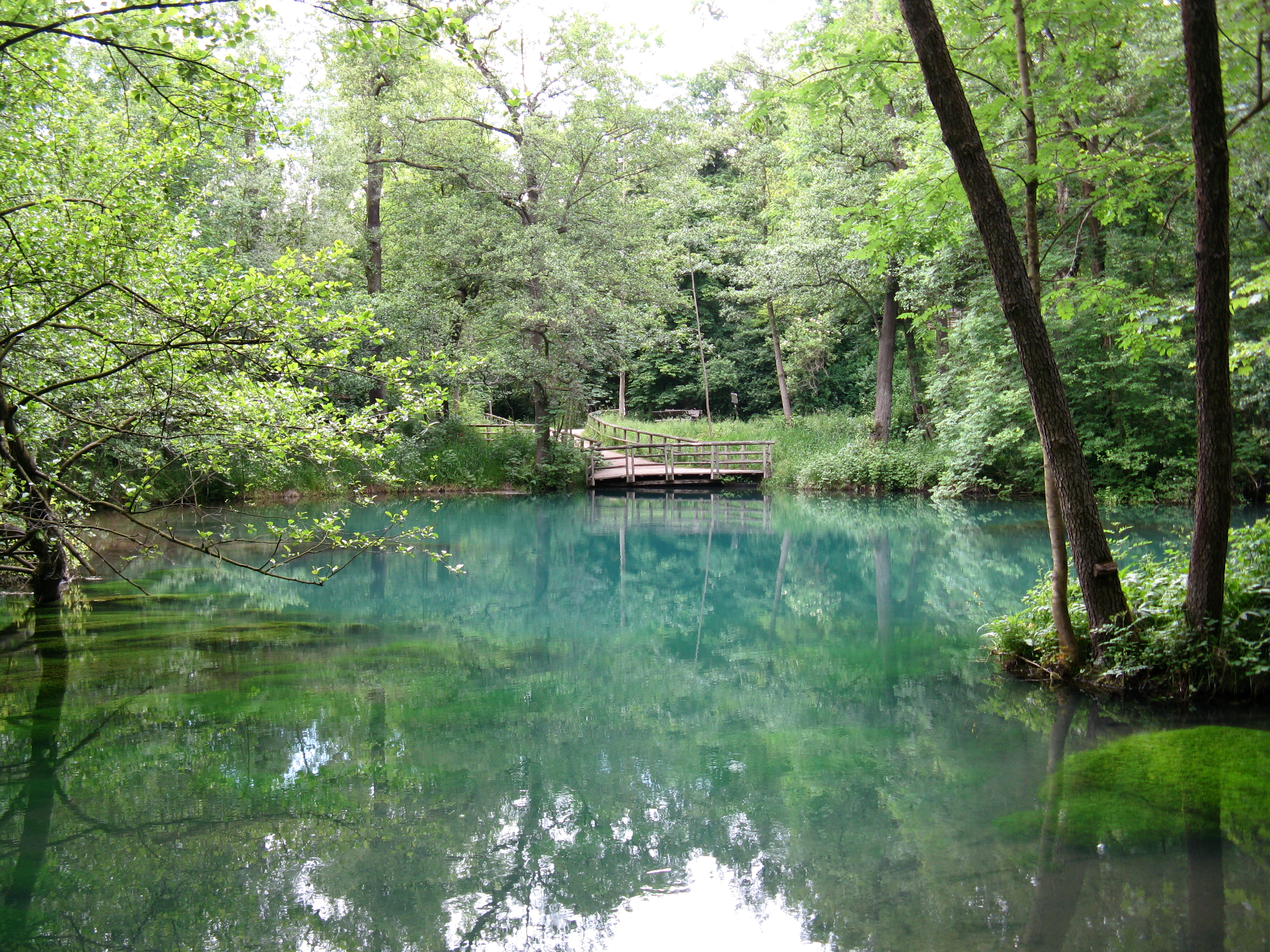
Hauptquelltopf der Rhumequelle

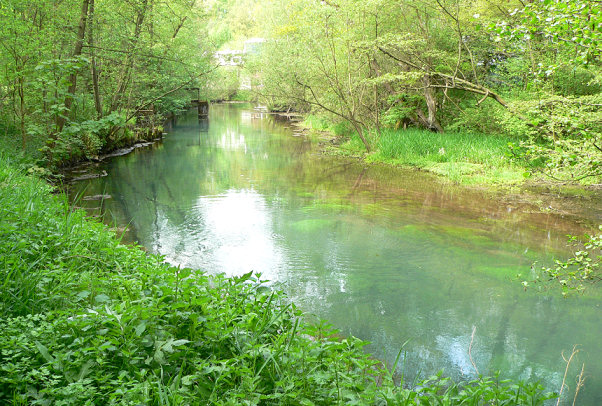
Die Rhume wenige Meter hinter ihrer Quelle

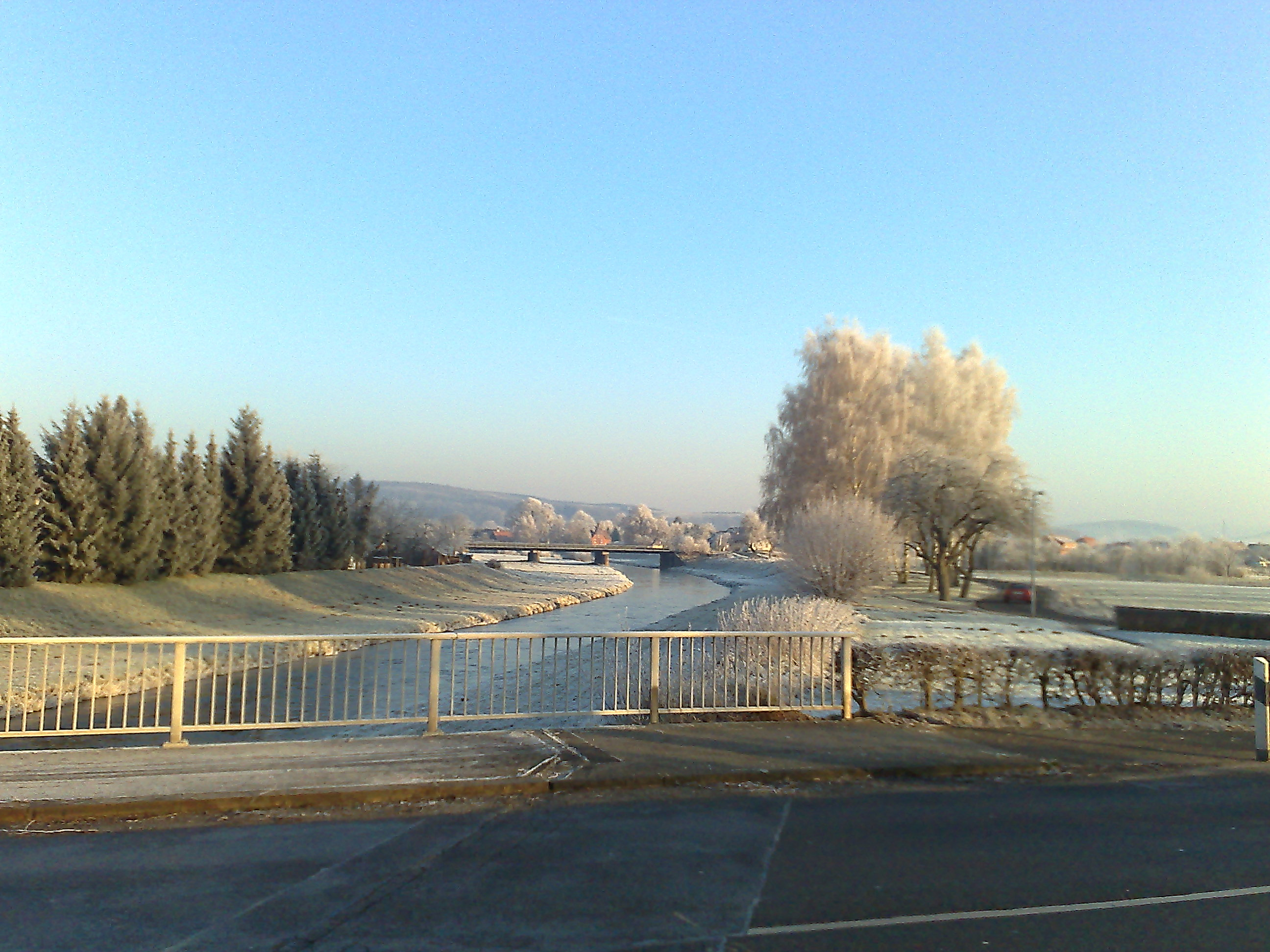
Die Rhume im Winter in Katlenburg

Die Rhume ist ein etwa 48 km langer rechter Nebenfluss der Leine im südlichen Niedersachsen (Deutschland).
Ihre Quelle ist eine der ergiebigsten Karstquellen Mitteleuropas. Sie speist sich aus unterirdischen Zuflüssen von wasserreichen Harzflüssen.

## Name
In ihren ersten schriftlichen Aufzeichnungen des 12. Jahrhunderts wird die Rhume als Ruma bezeichnet. Der Name ist germanischen Ursprungs und bedeutet „die Geräumige, Große“ (vgl. mittelniederdeutsch rūm „geräumig, weit, offen; weitläufig, groß“).

## Quelle
Die Quelle der Rhume befindet sich im östlichen Teil des Höhenzugs Rotenberg unweit des nordöstlichen Ortsrands von Rhumspringe und ist von einem Parkplatz in wenigen Minuten erreichbar.

## Verlauf
Die Rhume fließt nach ihrer Quelle durch Rhumspringe und danach überwiegend in nordwestliche Richtungen südlich vorbei am Höhenzug Rotenberg unter anderem über Gieboldehausen und Bilshausen nach Lindau und Katlenburg. Dort nimmt sie die Oder auf, die nicht nur deutlich länger ist, sondern auch mehr Wasser führt, obwohl sie bereits unterirdisch große Wassermengen an die Rhume verloren hat. Wenige Kilometer unterhalb empfängt die Rhume mit der Söse einen weiteren kräftigen Zufluss aus dem Harz. Schließlich mündet sie etwas nordwestlich von Northeim direkt an der A 7 in die von Süden kommende Leine. Sie führt hier mit 16,5 m³/s (Pegel Northeim) im Jahresmittel deutlich mehr Wasser als die Leine (9,8 m³/s).

### Ortschaften
Ortschaften an der Rhume sind:
- Rhumspringe
- Rüdershausen
- Wollershausen
- Gieboldehausen
- Bilshausen
- Lindau
- Wachenhausen
- Katlenburg
- Berka
- Elvershausen
- Northeim

### Nebenflüsse
Nebenflüsse der Rhume sind (in Klammern der Mündungsort):
| links | rechts |
| | |
| - Eller (Rüdershausen) - Hahle (Gieboldehausen) - Oehrsche Beeke (Bilshausen) - Gillersheimer Bach (Lindau) - Katlenbach (Katlenburg) - Hammenstedter Bach (Hammenstedt) - Horlingsgraben (Northeim) | - Krebsgraben (Rhumspringe) - Weiherbach (Rüdershausen) - Hühnerbach (Wollershausen) - Linnebach (Wollershausen) - Bremkebach (Gieboldehausen) - Süttenbach (Gieboldehausen) - Oder (Katlenburg) - Landwehrbach (Berka) - Söse (Elvershausen) - Elvershäuser Bach (Elvershausen) - Schlerrbach (Elvershausen) - Süßmilchbach (Hammenstedt) - Dünne (Northeim) |

## Wassersport
Die Rhume ist mit Einschränkungen ganzjährig mit Kajaks und Kanus befahrbar, die zum Beispiel in der Nähe des Sportplatzes in Northeim ausgeliehen werden können. Sie hat eine gute Fließgeschwindigkeit und weist einige kleine Schwälle auf. Eine Schüttung in Katlenburg hinter der Straßenbrücke ist jedoch durchaus anspruchsvoll. Man sieht hier gelegentlich Wildwasserkanuten beim Üben. Während der Quellbereich und Oberlauf von Kilometer 0 bis 5,8 ganzjährig gesperrt ist, darf der Abschnitt Kilometer 5,8 bis 9,0 zwischen dem 15. Mai und dem 31. Dezember befahren werden.

## Wasserkraft
In Northeim wird das Wasser der Rhume zur Stromerzeugung in einem Laufwasserkraftwerk mit 650 kW Leistung genutzt.
Darüber hinaus existieren kleinere Kraftwerke in Elvershausen und Katlenburg.

## Naturschutz
Die Rhume bietet mit ihrem Auwald gefährdeten Tierarten wie dem Eisvogel, dem Bachneunauge, der Groppe und vielen anderen Lebensraum und ist daher als Teil eines Schutzgebietes gemäß der FFH-Richtlinie ausgewiesen worden. Die Rhume ist Bestandteil des Naturschutzgebietes Rhumeaue, Ellerniederung, Schmalau und Thiershäuser Teiche im Landkreis Göttingen und dem Naturschutzgebiet Rhumeaue/Ellerniederung/Gillersheimer Bachtal im Landkreis Northeim.